# 蒙蒂尼欧萨莫涅
蒙蒂尼欧萨莫涅（法語：Montigny-aux-Amognes，法語發音：[mɔ̃tiɲi o.z‿amɔɲ]）是法国涅夫勒省的一个市镇，属于讷韦尔区。

## 地理
蒙蒂尼欧萨莫涅（47°1'39"N, 3°17'24"E）面积25.17 平方千米，位于法国勃艮第-弗朗什-孔泰大區涅夫勒省，该省份为法国中部省份，北至约讷省，西北接卢瓦雷省，西接谢尔省，南至阿列省，东南接索恩-卢瓦尔省，东临科多尔省。
与蒙蒂尼欧萨莫涅接壤的市镇（或旧市镇、城区）包括：库朗日莱讷韦尔、圣埃卢瓦、圣让欧萨莫涅、圣马丹德耶、圣叙尔皮斯、索维尼莱布瓦、沃达莫涅。

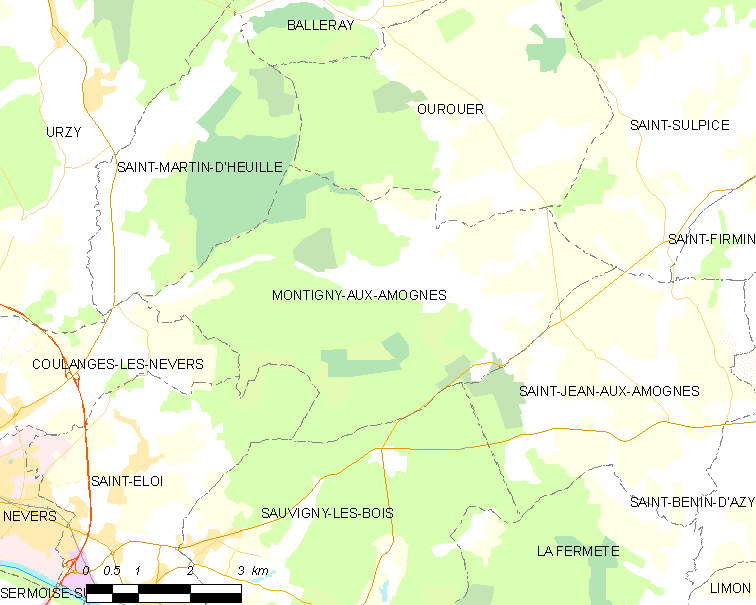
蒙蒂尼欧萨莫涅的OSM定位图

蒙蒂尼欧萨莫涅的时区为UTC+01:00、UTC+02:00（夏令时）。

## 行政
蒙蒂尼欧萨莫涅的邮政编码为58130，INSEE市镇编码为58176。

## 政治
蒙蒂尼欧萨莫涅所属的省级选区为盖里尼县。

## 人口

1962-2008年间蒙蒂尼欧萨莫涅人口变化图示

蒙蒂尼欧萨莫涅于2022年1月1日时的人口数量为632人。